# Dictionnaire historique de la langue française
Le Dictionnaire historique de la langue française (in italiano: Il dizionario storico della lingua francese) è un dizionario etimologico e storico diretto da Alain Rey, e redatto da Alain Rey, Marianne Tomi, Tristan Hordé e Chantal Tanet ed edito per Dictionnaires Le Robert.
Nel 1992 la prima edizione fu venduta in Francia raggiungendo le 100 000 copie.

## Edizioni
- La prima edizione in due volumi del 1992[1].
- La seconda edizione del 1995, in due volumi. ISBN 2-85036-402-9 relié 29 cm (Vol. 1 (1157 pages) ISBN 2-85036-405-3; Vol.2 (2384 pages) ISBN 2-85036-406-1)
- La terza edizione in tre volumi in formato ridotto, pubblicata nel 1998.
- A luglio 2010, la quarta edizione in un unico volume ed è stata arricchita da Alain Rey, per determinare eventuali difficoltà o ambiguità[2], ISBN 978-2-84902-997-8.
- Nel mese di agosto 2012 Una nuova versione è stata pubblicata in tre volumi, chiamata « version poche », dell'edizione 2010[3] · [4], ISBN 978-2321000679.

Sulla copertina della quarta edizione si legge l'epigrafe di Alain Rey: "Dietro le decine di migliaia di storie che raccontano le parole del francese, dietro la varietà di usi della lingua in cinque continenti, questo dizionario rivela la profonda unità di pensiero, una visione del mondo".